# Middle Island (Aldermen Islands)
Middle Island ist eine Insel östlich der Coromandel Peninsula in der Region Waikato vor der Nordinsel von Neuseeland.

## Geographie
Die Insel zählt zu der Inselgruppe der Aldermen Islands, die rund 17 km östlich der Coromandel Peninsula im Pazifischen Ozean liegt. Middle Island befindet sich, wie der Name schon vermuten mag, im Zentrum der Inselgruppe und erhebt sich bis zu 120 m über den Meeresspiegel. Die längliche und gewundene Insel verfügt über eine Fläche von 24,4 Hektar und besitzt eine Länge von rund 1,35 km in Südwest-Nordost-Richtung sowie eine maximale Breite von bis zu 390 m in Nord-Süd-Richtung.
Westlich von Middle Island ist in einer Entfernung von knapp 1,5 km Hongiora zu finden, östlich hingegen in nur 320 m Entfernung Ruamahuanui Island. Von der Südspitze von Middle Island aus liegt in einer Entfernung von rund 315 m in südlicher Richtung Nga Horo Island, gefolgt von Half Island und Ruamahuaiti Island.
Nördlich direkt an Middle Island angrenzend befinden sich einige Felseninseln und in einer Entfernung von rund 740 m eine weitere knapp 1 Hektar große, aber nicht näher benannte Insel.